# Ratzelgletsjer
De Ratzelgletsjer is een gletsjer op de Kibo, de hoogste vulkaan van de Kilimanjaro in Tanzania. De gletsjer bevindt zich aan de noordzijde van de Rebmanngletsjer. Beide gletsjers zijn restanten van de oorspronkelijke ijskap die de top van de vulkaan ooit geheel bedekte.
De Ratzelgletsjer werd op 3 oktober 1889 door Hans Meyer ontdekt toen hij met Ludwig Purtscheller probeerde de top van de Kibo te bereiken. Ze hakten gaten in de gletsjer maar moesten door vermoeidheid het voortijdig opgeven. Op 6 oktober klommen ze via dezelfde gaten in de Ratzelgletsjer naar de krater en bereikten uiteindelijk de top. Hans Meyer vernoemde de gletsjer naar zijn oud-leraar in de geografie, Friedrich Ratzel.
In de periode tussen oktober 1912 en juni 2011 verdween bijna 85 procent van de oorspronkelijke ijsmassa. Van de Ratzelgletsjer zijn slechts enkele restanten over.

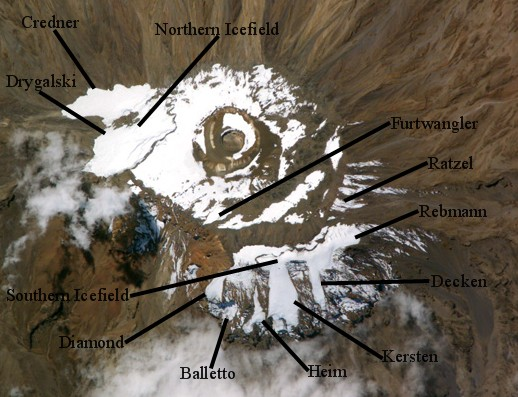
NASA-foto met de restanten van de Ratzelgletsjer in 2004